# Rusko-ukrajinská státní hranice

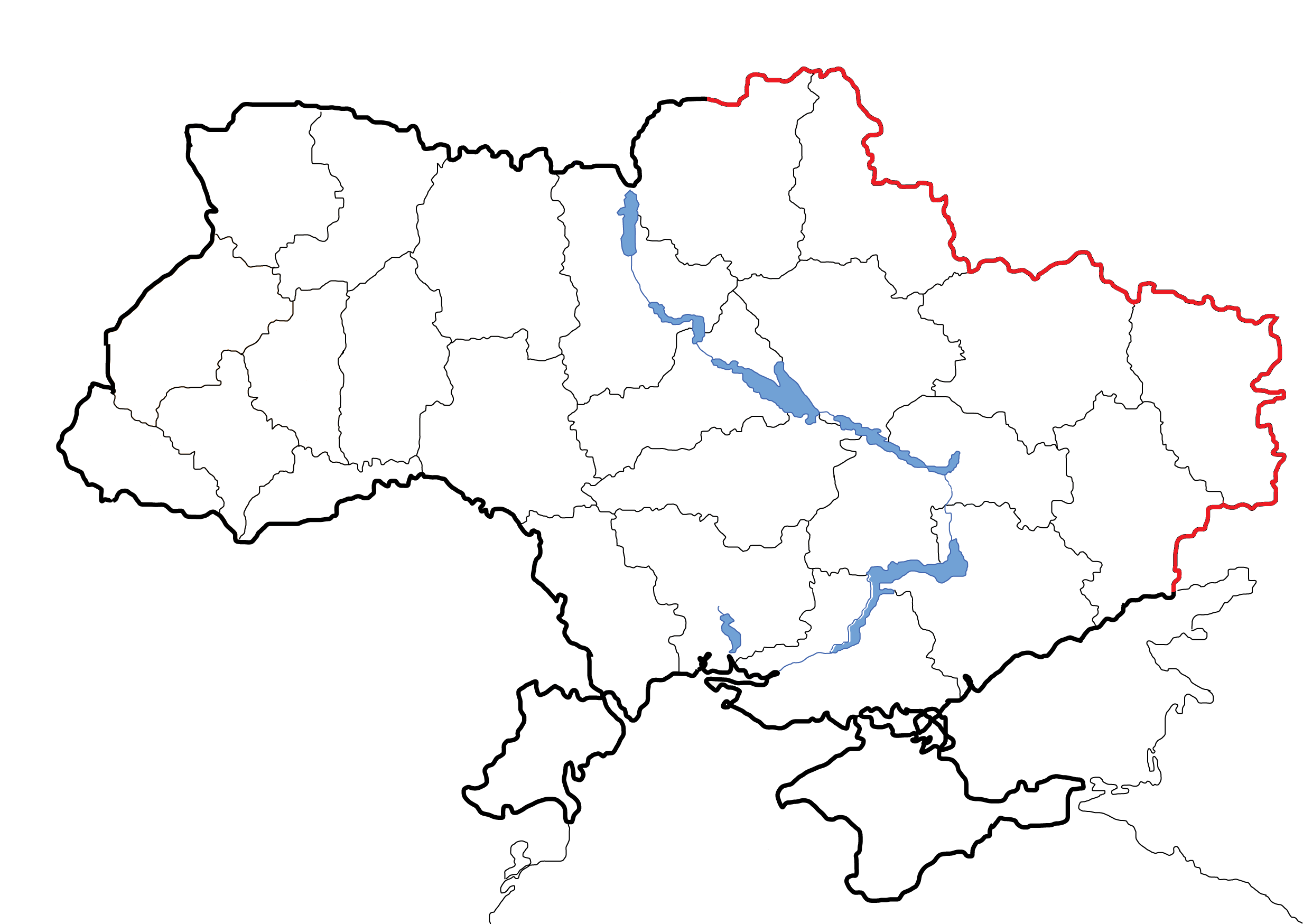
Oficiální pozemní hranice na mapě Ukrajiny

Rusko-ukrajinská státní hranice je státní hranice mezi Ruskou federací a Ukrajinou. Kvůli ruské válce proti Ukrajině a anexím ukrajinských území se mezinárodně uznávané hranice liší od hranic uznávaných Ruskou federací.

## Válka

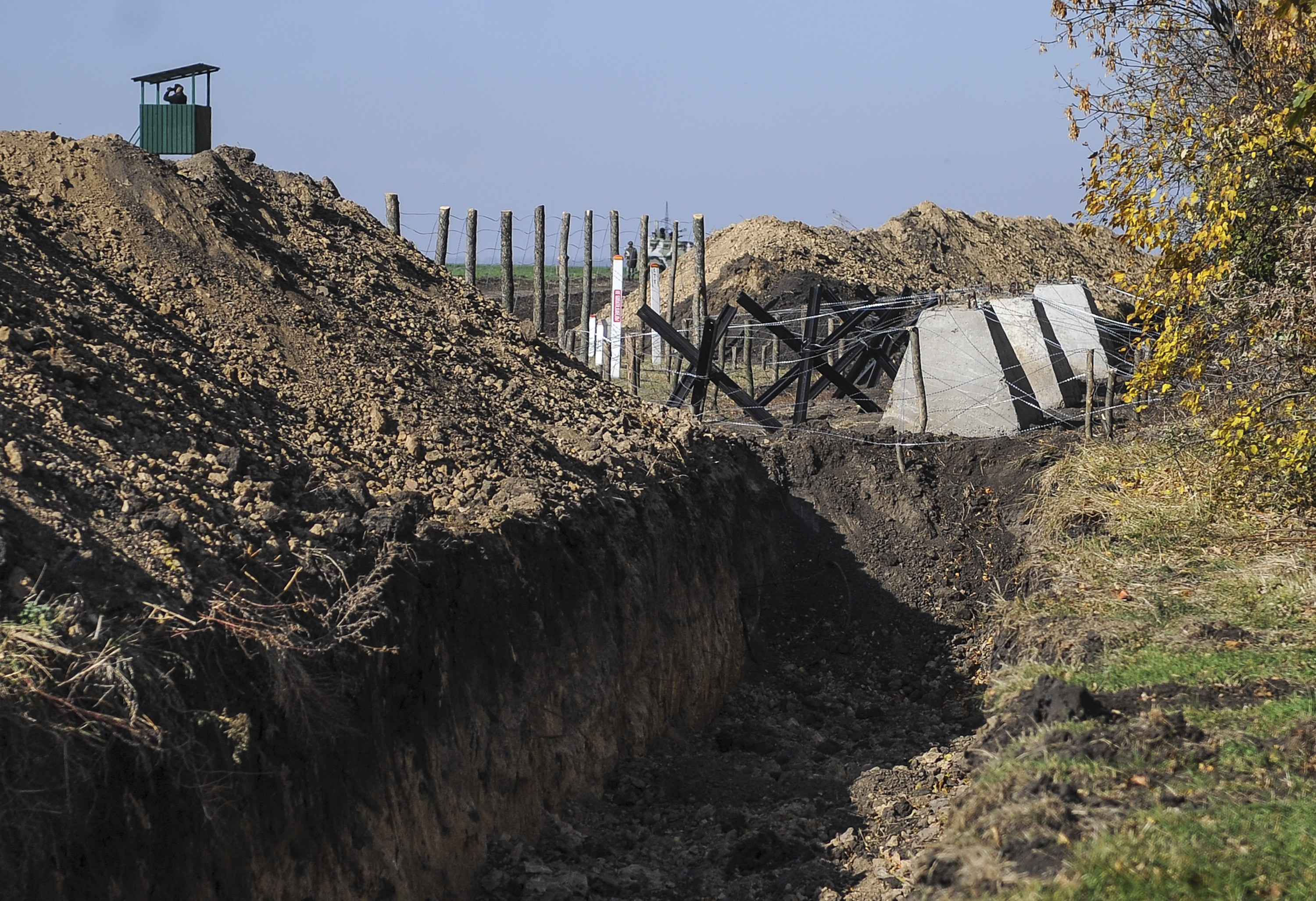
Opevňování hranice v roce 2014 v reakci na válečný konflikt

V důsledku války a okupace Ukrajiny probíhá faktická hranice mezi územími ovládanými oběma zeměmi po frontové linii.
Od roku 2014 Ukrajina v důsledku invaze a anexe Krymu Ruskou federací nemá pod kontrolou poloostrov Krym na jihu země a na východě části příhraničních Luhanské a Doněcké oblasti, území samozvané separatistické Luhanské a Doněcké lidové republiky.
V roce 2022 provedlo Rusko invazi na Ukrajinu a obsadilo další rozsáhlá území. V září 2022 Rusko anektovalo široký pás území na jihovýchodě Ukrajiny mezi Krymem a východními separatistickými republikami. Kvůli pokračující válce a změnám na frontě, zejména osvobození Chersonu v listopadu 2022, ani Ruskem uznávaná hranice neodpovídá hranicím ovládaných území. Anexe nejsou, až na několik zemí, mezinárodně uznávané.

## Popis

Oficiální námořní hranice v Černém moři

Oficiální hranice států o délce 2295 kilometrů se skládá z 1974 kilometrů pozemní hranice a 321 kilometrů námořní hranice. Námořní hranice oficiálně začíná v Černém moři na pomyslném trojmezí s Tureckem a vede na sever Kerčskou úžinou do Azovského moře. V pozemní hranici přechází východně od Novoazovsku, od něj vede hranice na sever, a odděluje na ukrajinské straně Doněckou a Luhanskou oblast od Rostovské oblasti v Rusku. Dále se mezinárodní hranice stáčí k severozápadu odděluje na ukrajinské straně Charkovskou, Sumskou a Černihivskou oblast od Voroněžské, Bělgorodské, Kurské a Brjanské na ruské straně. Končí na trojmezí s Běloruskem severovýchodně od Horodni u ukrajinské vesnice Senkivka a ruské vesnice Novyje Jurkoviči.
Frontová linie od její stabilizace koncem roku 2022 vede na jihu podle toku řeky Dněpru jižně od Chersonu, přes Enerhodar až po oblast Záporoží, kde pokračuje dále východním směrem. Odděluje Ruskem okupovanou jižní část s městem Melitopol, s Perekopskou šíjí, Krymským poloostrovem a oblast Ukrajiny při Azovském moři s přístavy Berďansk a Mariupol. Na východě linie probíhá západně od měst Donětsk, Horlivka, Bachmut, Lysyčansk a Severodoněck a odtud vede na sever k hranicím Ruska, východně od řeky Oskol a měst Izjum a Kupjansk.